# Brainiac
Brainiac (Originaltitel: Brainiac: Science Abuse ‚Wissenschaftsmissbrauch‘) ist eine britische Infotainmentsendung, die in Deutschland bei VIVA (als OmU) und bei DMAX läuft und von 2003 bis 2008 produziert wurde. Sie wird von der Produktionsfirma Granada hergestellt. Anders als bei „seriösen“ Wissenschaftsmagazinen wird großer Wert auf den Unterhaltungswert gelegt. In Großbritannien wird Brainiac von Sky One ausgestrahlt.
Ursprünglich wurde die Sendung von Richard Hammond moderiert. Dieser verließ Brainiac nach der vierten Staffel 2006, da er einen exklusiven Vertrag mit der BBC eingegangen war. Sein Nachfolger ist der britische Comedian Vic Reeves, der seit der fünften Staffel die einzelnen Folgen präsentiert. Von der zweiten bis zur fünften Staffel wurden beide Moderatoren von Charlotte Hudson unterstützt, die u. a. die Rubrik „I can do science me“ moderierte. Neben den Moderatoren ist immer ein Team von sogenannten „Brainiacs“ (brainiac ‚Intelligenzbestie‘, ‚Superhirn‘) dabei, die an ihren gelben T-Shirts zu erkennen sind. Eine wichtige Rolle nimmt hierbei der Ex-Big-Brother-Teilnehmer Jon Tickle ein. Er ist in vielen Beiträgen zu sehen, u. a. „Things Jon Tickle’s body can’t do“.
Große Teile der Sendung bestehen aus Experimenten, die mal mehr, mal weniger wissenschaftlichen Methoden folgen. Wiederkehrende Themen sind dabei die Auswirkungen von Alkohol und jede Art von Explosion, bevorzugt der von Wohnwagen.
Die Sendung Galileo imitiert seit Anfang März 2005 in bestimmten Berichten das Format in Design und Art des Infotainment, vor allem in der Rubrik „Galileo Experiment“. Die ZDF-Serie Nicht nachmachen! kopiert daraus ebenfalls Teile ihrer Versuche. Auch die Sendung Clever von Sat.1 übernahm einige der Experimente. Kritiker bemängeln, dass zum Teil bei ähnlichen Experimenten vollkommen unterschiedliche Ergebnisse festgestellt werden.

## Staffel 1

### Fat vs Thin
Es wurde in verschiedenen Extremsituationen getestet, ob es besser ist, über- oder untergewichtig zu sein. Die Extremsituationen waren:
- bei extremer Kälte
- bei extremer Hitze
- in einem Blizzard
- im Wasser treibend
- bei einem Erdbeben
- in einem Hurricane

### Safe knacken
In den Sendungen der ersten Staffel wurde versucht, einen Safe mit verschiedenen Hilfsmitteln zu knacken. Nachdem alle vorherigen Versuche (u. a. Sturz aus großer Höhe, Feuerwehr-Equipment oder Crash mit einem Auto) gescheitert waren, wurde der Safe erst in der letzten Folge durch Beschuss eines Challenger-2-Panzers „geöffnet“; der Inhalt des Safes wurde dabei jedoch zerstört.

### Tickle’s Teaser
In dieser Rubrik stellt Jon Tickle Fragen, welche einen zum Denken anregen sollen, oder zumindest ein Schmunzeln hervorrufen. Der Name wurde vermutlich aus mehreren Gründen gewählt: Tickle ist Jons Nachname und heißt auf Deutsch „kitzeln“, to tease bedeutet reizen, necken; zudem ist brain-teaser ein englischer Ausdruck für Rätsel. „Tickle’s Teaser“ kommt auch in späteren Staffeln vor. Die Fragen beinhalten häufig Wortspiele oder beleuchten Trivialitäten des Alltags.

### Pub Science with Dr. Bunhead
Dr. Bunhead führt in einem Pub kleine Experimente mit einfachen Bestandteilen wie Wasser, Feuer und Geldscheinen aus. Diese führen in jeder Episode zum Hausverbot.

### At home with Dr. Bunhead
Auch zuhause lassen sich eine Menge kleinerer Experimente durchführen.

### Peter Logans Exploding Paste
Peter Logan führt mit einer explodierenden Paste diverse Streiche gegen andere Brainiacs durch.

### CO2-Antriebe
Es wird versucht, den Ausstoß von Gasflaschen als Antrieb zu verwenden, und zwar an Land (Einkaufswagen, Skateboard, Rollstuhl, …), auf dem Wasser (Luftmatratze, Kajak, Schlauchboot, …) und in der Luft. Letzteres misslingt allerdings.

## Staffel 2

### Professor Myang Li – Sink or Float
Professor Myang Li (dargestellt von Schauspielerin Rachel Grant) testet im Segment „Sink or Float“ verschiedene Früchte auf ihre Schwimmfähigkeit.

### Better small or tall?
Eine weitere Frage, die die Wissenschaft schon lange beschäftigt, ist, ob es für einen Menschen besser ist, sehr groß oder sehr klein zu sein. Genau dies hat Brainiac versucht herauszufinden. So wurden zum Beispiel zwei Probanden zum Autowaschen angestellt. Wer es besser machte, war der Gewinner der Challenge.

### Explosive of the week
Vier junge Frauen in engen T-Shirts sprengten mit verschiedenen Sprengstoffarten verschiedenste Dinge auf ihrer „Big Bang Farm“ in die Luft. Drei ihrer Freundinnen benoteten dann die Explosionen. Als Zuschauer konnte man die Explosionen ebenfalls benoten. Am Ende der Staffel wurde dann ein Zuschauer auf die Farm eingeladen, wo dann einige seiner Habseligkeiten mit allen Sprengstoffen gemeinsam in die Luft gejagt wurden.

### Things Jon Tickles Body can’t do
Jon Tickle wurde von einer Krankenschwester in engen Kleidern aufgefordert, bestimmte Dinge mit seinem Körper zu tun, was ihm dann immer misslang, beispielsweise:
- den Ellenbogen ablecken
- sich selber kitzeln
- den Unterschied zwischen Apfel und Kartoffel mit verbundenen Augen und zugehaltener Nase erkennen

### I can do science me
Zuschauer führten hier selbst unter Aufsicht von Charlotte Hudson Experimente durch, die sie an die Brainiac-Redaktion geschickt hatten. Nach erfolgreicher Durchführung wurde ihnen ein Pokal in Form eines Erlenmeyerkolbens überreicht.
Eines der Experimente war jenes, bei dem getestet werden sollte, ob die Mikrowellen von 100 oder 1000 Handys genug Energie haben, ein Ei zu kochen, was jedoch misslang. Die Hauptarbeit war bei diesem Experiment wohl das Anrufen dieser Handys.

### Office Buoyancy Aids
Hier wurde die globale Erwärmung und das Schmelzen der Polkappen Wirklichkeit. Wenn dann das Büro von Überschwemmung heimgesucht wird, könnten Büromaterialien, als Schwimmhilfen eingesetzt, zum Lebensretter werden. Es wurden u. a. getestet:
- Luftpolsterumschläge
- umgedrehter Plastikpapierkorb
- Schreibtisch
- Rollcontainer
- Faxgerät
- PC-Monitor
- Verpackte Einmal-Styroporbecher
- Pinboard aus Kork

Man ließ eine Konstruktion aus kleinen Pontons in ein Schwimmbecken, auf der dann eine durchschnittliche Büroeinrichtung aufgebaut war. Die Pontonkonstruktion an sich war sehr schwierig zu realisieren, da die Seite mit dem großen Schrank, dem Aktenregal und dem vollen Wasserspender definitiv das Übergewicht hatte, während auf der der Kamera zugewandten Seite lediglich ein relativ leichter Schreibtisch mit Computer stand. Bei genauerer Betrachtung fällt einem ebendieses Übergewicht auf, trotz Trimmung.

### Black Box
In der zweiten Staffel wird versucht, eine Black Box (Flugschreiber) mit verschiedenen Hilfsmitteln zu zerstören. Dies gelingt in der letzten Folge der zweiten Staffel mit einer Autopresse.

### You can’t stop Rock and Roll
In dieser Rubrik wurde ein Kassettenrekorder, auf dem das Lied You can’t stop Rock and Roll von Twisted Sister lief, auf unterschiedliche Weise zerstört. So wurde gezeigt, dass man den Rock ’n’ Roll irgendwie und auf einem sehr gewalttätigem Wege doch aufhalten könne.

### Tina Turner and her Bunsen Burner
Ein Tina-Turner-Double sprengt hier auf unterschiedliche Weise Autos in die Luft. Dabei verwendet sie immer ihren Bunsenbrenner, um die Zündung einzuleiten.

### Exploding Snooker
Ein Brainiac spielt gegen den ehemaligen Snookerprofi Quinten Hann. In jeder Folge locht dieser eine der letzten sechs Kugeln und die Beteiligten entfernen sich sofort vom Tisch. Sobald die Kugel im Loch verschwindet, wird dadurch eine Zündschnur entzündet, die einen Wohnwagen in die Luft sprengt. In jedem Wohnwagen befindet sich ein unterschiedliches Gas, was zur Explosion gebracht wird. Anschließend wird die Explosion in Zeitlupe gezeigt und die Reaktion bzw. Explosion beschrieben.

### 101 uses for a wee
In dieser Rubrik werden Situationen vorgestellt, in denen Urin nützlich sein kann. Gezeigt wird etwa die Nutzung als After Shave oder zur Hai-Abschreckung.

### What’s this?
Gezeigt werden Ausschnitte von Gegenständen in stark vergrößerter Form. Der Zuschauer wird aufgefordert, den Gegenstand zu erraten.

### Electricity
Brainiacs müssen bestimmte Tätigkeiten (Rasieren, Sekt einschenken, …) ausführen, und es wird getestet, ob diese auch möglich sind, während die jeweilige Person Stromschlägen ausgesetzt ist.

## Staffel 3

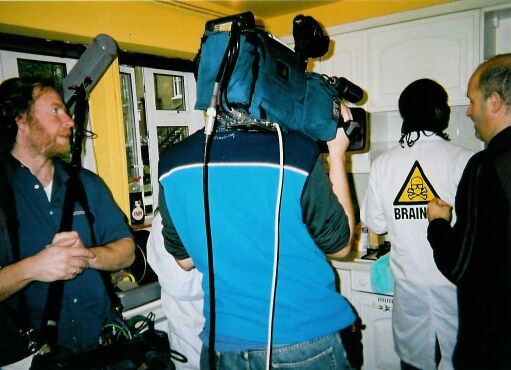
Dreharbeiten zur 3. Staffel

### Elektrizität auf Reisen (Electricity On Tour)
Diverse Berufsgruppen (beispielsweise Barkeeper, Dartwerfer, Supermarktkassiererinnen und Lehrer) demonstrieren hier, wie gut sie ihre Arbeit erledigen können, während sie elektrische Schläge bekommen. Durchgehende Antwort: nicht gut.

### Jahrmarkts-Physik (Funfair Physics)
Man erfährt, wie man auf Autoscootern maximale Kollisionen herbeiführt, ob in der Achterbahn die Cola im Becher bleibt und was bei Greifer-Gewinnspielen zu beachten ist.

### Gebrauchsanweisungen (Things Not To Do)
Hier werden Sachen gemacht, wozu es in der Gebrauchsanweisung keinen expliziten Hinweis gibt, dass man es nicht machen soll.

### Professor Myang Li – Wird’s zerbrechen oder prellen? (Will It Break Or Will It Bounce?)
Professorin Myang Li bringt in Erfahrung, ob verschiedene Gegenstände nach einem 3-Meter-Fall auf einen Steinboden zerbrechen oder abprallen. Dieses Segment war auf Sky One so gelegt, dass zwischen der Frage und der Auflösung die Werbung lief.

### Diana Ross und ihre Kettenreaktion (Diana Ross and her Chain Reaction)
Eine Abwandlung zu Staffel 2: Ein Diana-Ross-Double löst zur Musik von Chain Reaction eine Kettenreaktion aus, die zum explosiven Ende eines Autos führt.

### Brainiac Golf (Brainiac Golf)
Ein Brainiac spielt gegen einen Golf-Profi. Sobald der Golfball im Loch verschwindet, wird dadurch eine Zündschnur ausgelöst, die einen Wohnwagen in die Luft sprengt. Damit auch die Farbe nicht zu kurz kommt, befindet sich in jedem Wohnwagen eine andere Chemikalie, die die Explosionsflamme verschieden einfärbt.

## Staffel 4
Seit dem 1. Oktober 2007 auch in Deutschland ausgestrahlt.

## Staffel 5
Diese Staffel wurde in England am 8. Mai 2007 erstausgestrahlt.

## Staffel 6
Die sechste Staffel wurde in England ab dem 13. Januar 2008 ausgestrahlt. Nach drei Episoden wurde der Sendetermin von Sonntag auf Freitag verlegt. Mit dem Ende der letzten Folge wurde die Serie eingestellt.
Neben vielen bekannten Segmenten aus der vorherigen Staffeln gibt es kleine Veränderungen:

### Flush or Float
Um den ersten Werbeblock gelegt, wirft Professor Myang Li verschiedene Gegenstände, wie beispielsweise Erdnüsse, Perücken etc. in eine Toilette und stellt fest, ob diese Gegenstände von der Spülung weggespült werden oder weiterhin in der Toilette schwimmen.

### Custard Dreams
In Anlehnung an Jon Tickles Lauf über Custard in Staffel 1 versucht ein Brainiac die Durchquerung eines mit Custard gefüllten Swimming-Pools, beispielsweise sackhüpfend oder auf einem Fahrrad.

### How Hard Is Your Thing?
Brainiac-Neuzugang Thaila Zucchi fragt provokativ und mehrdeutig „Wie hart ist Dein Ding?“, um sodann von Zuschauern gestellte Gegenstände einem Härtetest zu unterziehen. Zuerst wird geprüft, wie hart sich der Gegenstand gegenüber einer ganzen Palette Ziegelsteine erweist, die aus großer Höhe fallengelassen werden. Der nächste Härtetest wird mit einem großen Winkelschleifer durchgeführt, und zu guter Letzt muss sich das „harte Ding“ auch noch gegen den Brainiac-Klassiker Thermit behaupten.

### Liquid Oxygen
Nachdem Major Yuri Abusikov schon in Staffel 5 mit flüssigem Stickstoff in Erscheinung trat, versucht er diesmal die Auswirkungen von flüssigem Sauerstoff auf kleine Brände experimentell zu ermitteln. Dabei kann selbst eine glimmende Kerze zu einer Bombe werden.

### Chemistry Death Match
In einer Art Boxkampfring werden uns zwei altgediente Brainiac-Protagonisten präsentiert: John „Kemical“ Kilcoyne und Bunhead. Die Aufgabe besteht darin, dass jeder von den beiden in einer chemischen Reaktion das größtmögliche Ergebnis (Explosion, Flamme, Geräusch etc.) präsentieren muss. Eine Jury aus Brainiacs ermittelt dann den Gewinner der Runde.

## Brainiac Live!
Unter dem Namen Brainiac Live! tourt seit 2007 eine Live-Show der Serie hauptsächlich durch Großbritannien. Seit 2010 finden auch Shows in britischen Ferien-Resorts statt. Nach eigenen Angaben haben in den Jahren 2009–2012 etwa 350.000 Menschen die Shows besucht.
Anders als in der TV-Serie ist die Bühnenshow für Kinder ab 7 Jahren konzipiert, somit gibt es keine aufreizenden Frauen und die Bildung steht im Vordergrund der Show. Beispielsweise geht es um Fragen wie „Was ist Britanniens lautestes Wort?“ oder „Kocht flüssiger Stickstoff heiß oder kalt?“. Es gibt aber auch große Showeffekte, so werden wie in der TV-Serie sogar Wohnwagen auf der Bühne gesprengt.

## Veröffentlichung
Im englischsprachigen Ausland (z. B. Großbritannien, Australien) erschienen die Staffeln auf DVD. In Deutschland hingegen wurde 2008 lediglich eine „Best-of“-Doppel-DVD (FSK 12) veröffentlicht. Diese Doppel-DVD enthält die Folgen 1–8 der 3. Staffel.